# Literatura de viatges

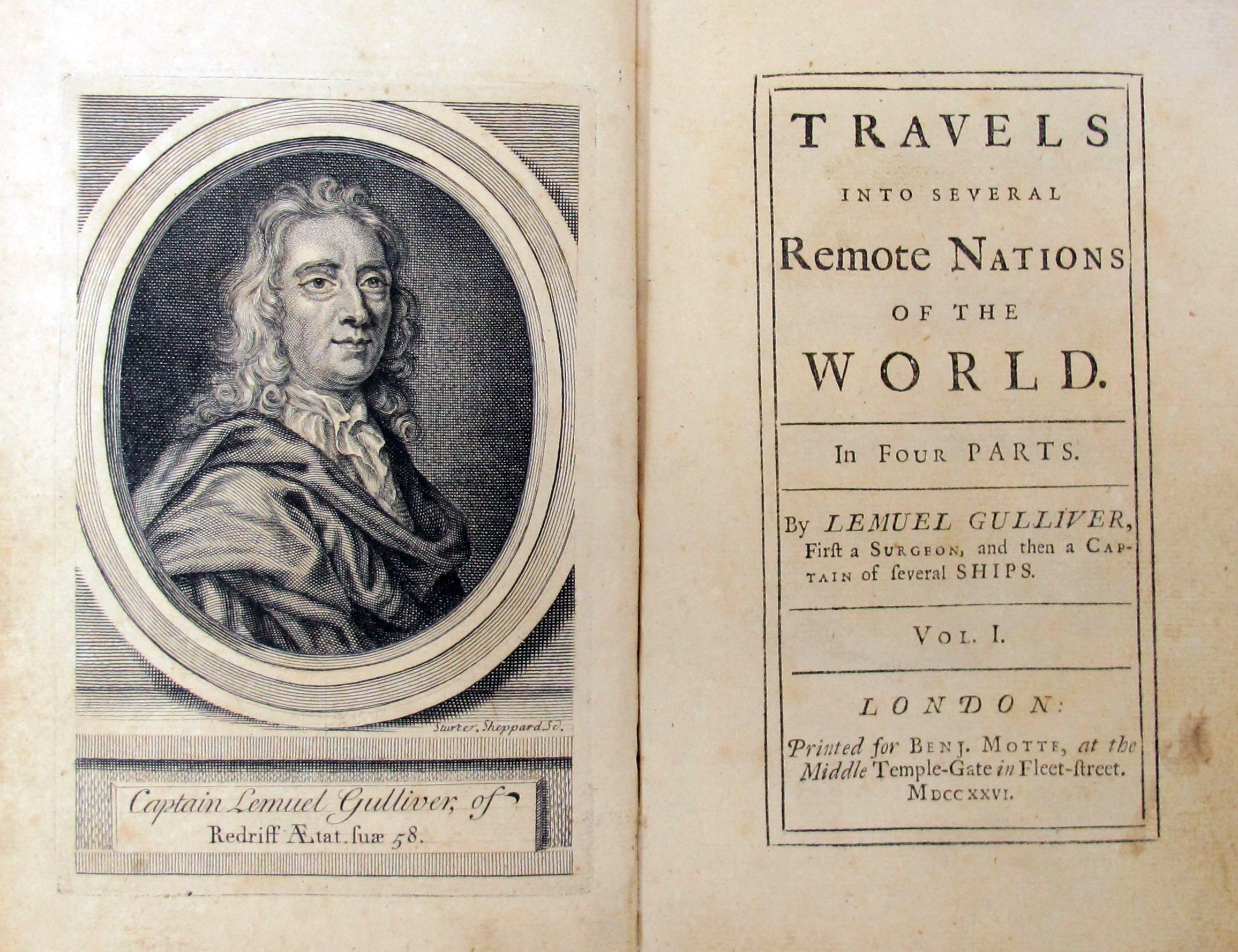
Primera edició dels viatges de Gulliver de Jonathan Swift (1726)

La literatura de viatges és l'escriptura sobre viatges amb valor literari. La literatura de viatges descriu típicament les experiències de l'autor en un viatge de plaer. Normalment, la literatura de viatges es caracteritza per una narració coherent o estètica més enllà del simple registre de dates i esdeveniments que es trobaria en un diari de viatge.
Sense desmentir la definició anterior, hi ha moltes obres de viatges (llibres de viatge, diaris, cròniques…) de valor literari limitat que cal tenir en compte pels fets històrics o geogràfics que recullen, per la seva terminologia i pel seu estil.
Segons una altra definició, la literatura de viatges inclouria tota mena de documents relacionats amb els viatges. Bàsicament llibres, però també films documentals amb guió.

## Història

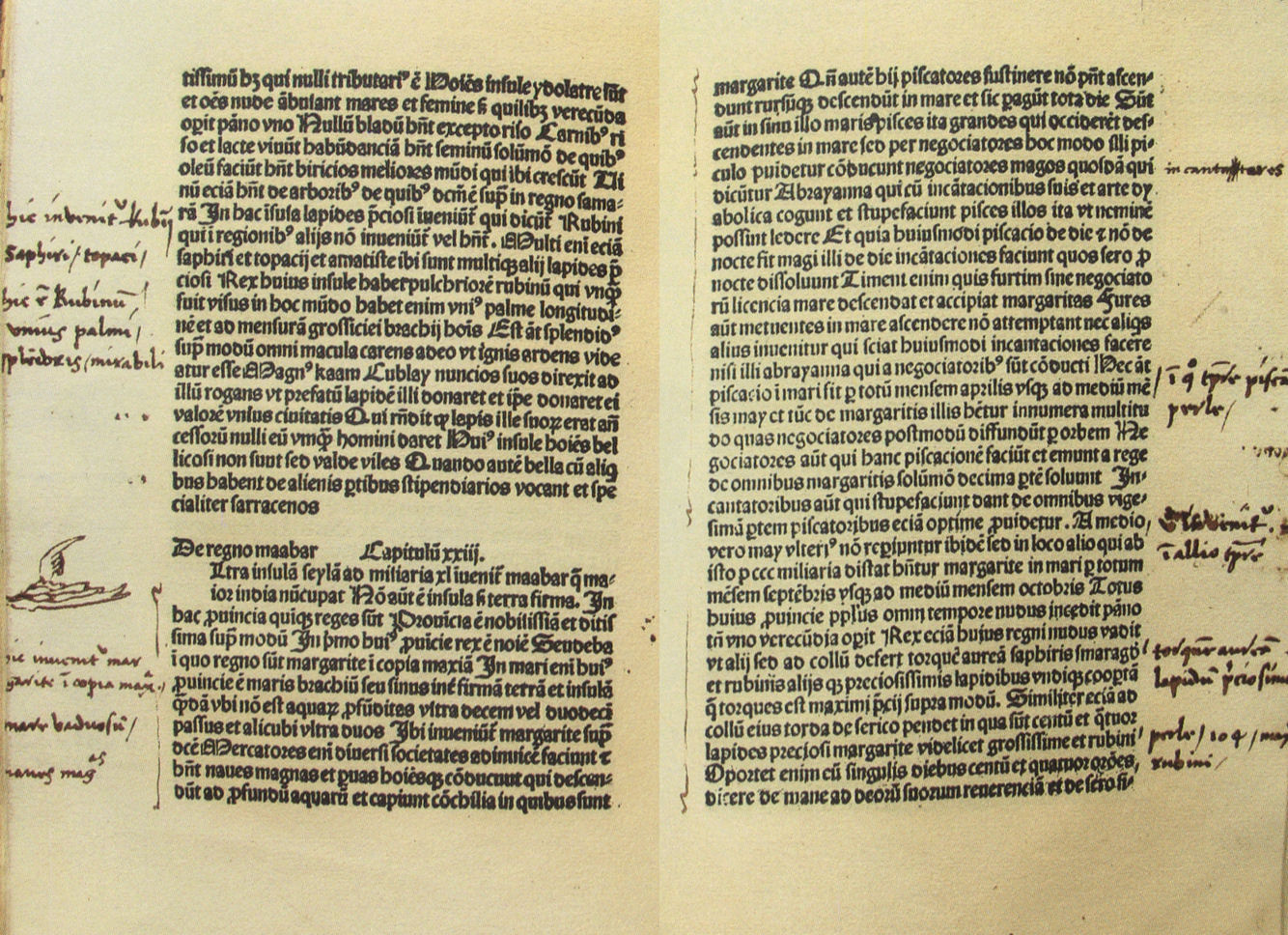
Notes manuscrites de Cristòfor Colom a l'edició en llatí del Milió de Marco Polo.

Alguns dels exemples més antics de literatura de viatges són la Descripció de Grècia de Pausànies al segle ii, i els llibres d'Ibn Jubayr (1145 - 1214) i Ibn Battuta (1304 - 1377), que van descriure amb detall els seus viatges al llarg del món conegut. El gènere de viatges era força comú en la literatura àrab medieval.
Un dels primers casos registrats d'un viatge de plaer és la pujada de Petrarca (1304 - 1374) al Ventor el 1336. Afirma que va pujar al cim pel plaer de veure'l. Va anomenar els companys que s'havien quedat a baix frigida incuriositas ("una manca gèlida de curiositat"). Després va escriure sobre l'ascensió fent comparacions al·legòriques entre la pujada a la muntanya i el seu propi progrés moral a la vida.
D'altres exemples més tardans de la literatura de viatges són diverses narracions del Grand Tour. Els aristòcrates, clergat i d'altres adinerats amb temps lliure viatjaven per Europa per aprendre sobre l'art i l'arquitectura del seu passat. Un dels pioners de la literatura turística va ser Robert Louis Stevenson (1850 - 1894).
La literatura de viatges també es va fer popular durant la Dinastia Song (960 - 1279) de la Xina medieval. Autors com Fan Chengda (1126 - 1193) i Xu Xiake (1587 - 1641) incorporaven una gran quantitat d'informació geogràfica i topogràfica als seus escrits, mentre que l'assaig Registre de la muntanya de les campanes de pedra del poeta i home d'estat Su Shi (1037 - 1101) presentava com a objectiu central un argument filosòfic i moral.
Al segle xviii, la literatura de viatges consistia principalment en diaris marítims. A l'Anglaterra del segle xviii, gairebé tots els escriptors famosos van treballar en aquest gènere. Els diaris del Capità Cook (1784) foren l'equivalent dels best sellers d'avui en dia.

## Llibres de viatge
Els americans Paul Theroux, Bill Bryson i William Least Heat-Moon, l'autor gal·lès Jan Morris i l'anglès Eric Newby han triomfat com a escriptors de viatges encara que Morris també és un historiador i Theroux és novel·lista.
Sovint, la literatura de viatges coincideix amb l'assaig, com a India: una civilització ferida de V. S. Naipaul, on un viatge és l'excusa per l'observació continuada d'una nació i la seva gent. És un cas similar al de l'obra de Rebecca West sobre Iugoslàvia, Black Lamb and Grey Falcon.
De vegades, un escriptor s'estableix en algun lloc durant un període llarg, absorbint l'essència del lloc tot continuant l'observació amb la sensibilitat d'un escriptor de viatges. Alguns exemples d'aquestes obres són Bitter Lemons de Lawrence Durrell, The Island of the White Cow de Deborah Tall i Un any a Provença, l'èxit de Peter Mayle.
En el cas de naturalistes, com Gerald Durrell, es fusionen la literatura de viatges i de natura. Charles Darwin va escriure la seva famosa narració sobre el viatge del Beagle, que és una intersecció de ciència, història natural i viatges.
També ens trobem amb literatura de viatges quan un escriptor, famós per algun altre gènere, viatja i escriu sobre les seves experiències. Alguns exemples en són Samuel Johnson, Charles Dickens, Mary Wollstonecraft, Robert Louis Stevenson, Hilaire Belloc, D. H. Lawrence, i John Steinbeck.

## Ficció
Els llibres sobre viatges ficticis comprenen una gran proporció de la literatura de viatges. Encara que en alguns contextos pot ser interessant de distingir les obres de ficció de les de no-ficció, a la pràctica sol ser molt difícil de fer-ho, com als escrits dels viatges de Marco Polo o John Mandeville. Moltes obres "fictícies" de la literatura de viatges estan basades en viatges reals –El cor de les tenebres de Joseph Conrad, i, probablement, l'Odissea d'Homer–, mentre que altres obres, encara que són basades en viatges imaginaris i fins i tot fantasiosos –la Divina Comèdia de Dante, els viatges de Gulliver de Jonathan Swift, Càndid de Voltaire o La Història de Rasselas, príncep d'Abissínia de Samuel Johnson– contenen no obstant alguns elements verídics.
On the Road, de Jack Kerouac (1957) i The Dharma Bums (1958) són narracions passades a ficció dels seus viatges pels Estats Units a finals dels anys 1940 i principis dels 1950.
Un exemple contemporani d'un viatge real convertit en obra de ficció és la novel·la de Kira Salak "The White Mary", que té lloc a Papua Nova Guinea i al Congo i es basa principalment en les seves experiències en aquests països.

## En la literatura catalana
En català, són destacables els llibres sobre viatges a peu d'en Josep Maria Espinàs.

## Cronologia
Els documents sobre viatges són molts i molt variats. Una relació cronològica d'algunes obres interessants ofereix diverses possibilitats d'ús.

### Obres antigues
- 500 aC? Hannó el Navegant. Periple.[9]
- 300 aC? Píteas de Massàlia, va emprendre un viatge de navegació fora del Mediterrani. La seva obra està perduda i només se'n coneixen fragments citats per Estrabó, Plini el Vell i Diodor de Sicília.[10]
- Segle I. Periple de la Mar Eritrea.[11]
- Segle II. Pausànies. Descripció de Grècia.[12][13]
- 146. Flavi Arrià.
  - Anàbasi d'Alexandre el Gran
  - Periple del Pont Euxí

### Edat mitjana

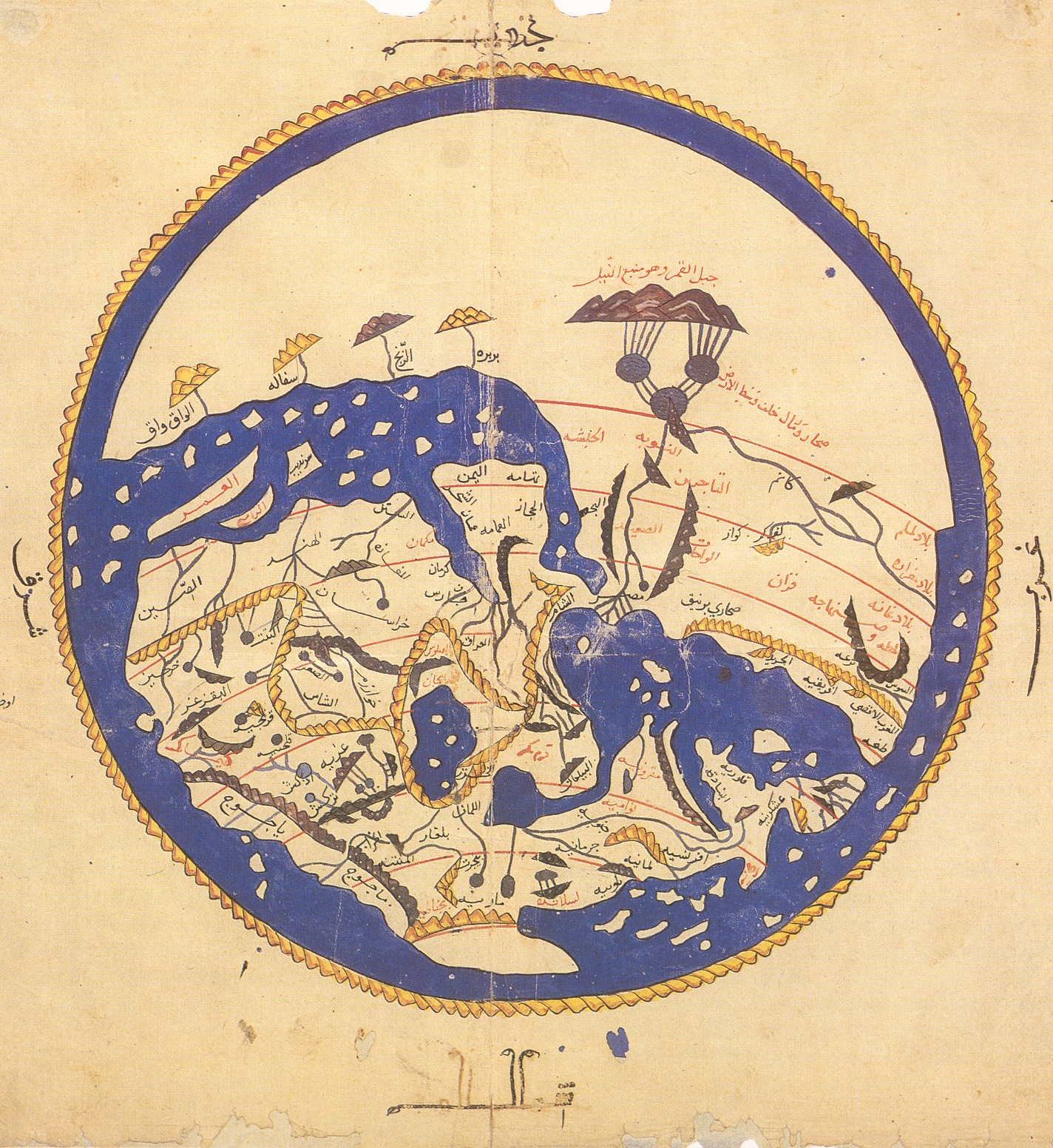
Mapamundi pertanyent a la Tabula Rogeriana. Noti's que el sud apareix a la part superior del mapa

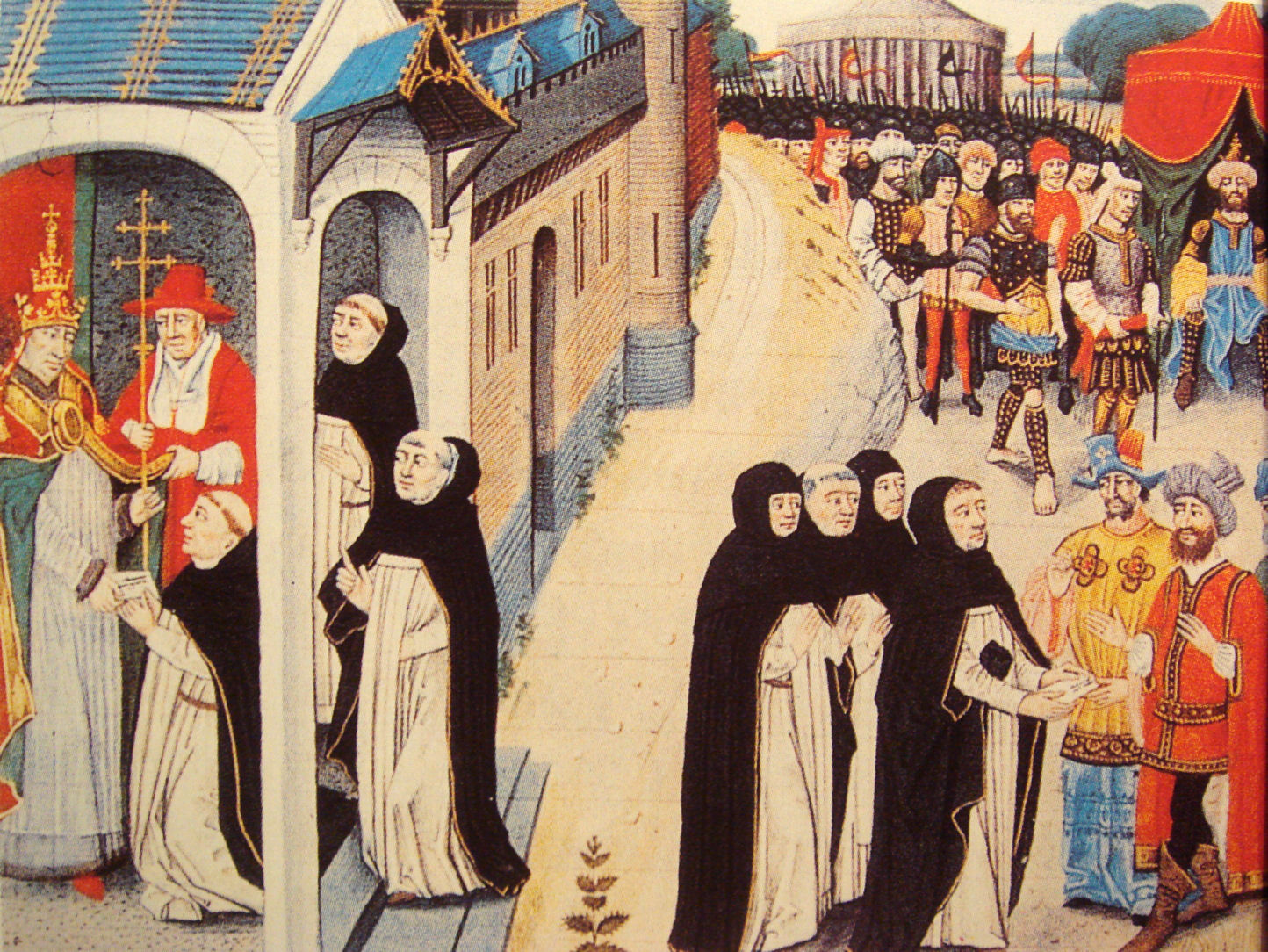
Ascelino di Lombardia rebent una carta del papa Inocenci IV (esquerra) i lliurant-la al Gran Khan (dreta).

- 1102. Relation des voyages de Saewulf à Jérusalem et en Terre Sainte pendant les années 1102 et 1103. De Saewulf.[14]
- 1154. Al-Idrissí.[15]
- 1173. Benjamí de Tudela.[16]
- 1183. Ibn Jubayr.[17]
- 1191. Giraldus Cambrensis
- 1235. Fra Julianus
- 1236-1247. Giovanni da Pian del Carpine. Histoire des Mongols appelés par nous Tartares, description des coutumes, de la géographie, de l'histoire et des figures marquantes du peuple mongol.[18]
- 1245. André de Longjumeau
- 1247. Ascelino di Lombardia i Simon de Saint-Quentin.[19][20]
- 1254. Guillaume de Rubrouck
- 1271. Marco Polo
- 1287. Rabban Bar Sauma
- 1289. Giovanni da Montecorvino.[21]
- 1290. Riccoldo da Monte di Croce
- 1291. Vadino Vivaldi
- 1322. Odoric de Pordenone.[22][23]
- 1322. John Mandeville.[24]
- 1325. Ibn Battuta.[25]
- 1327-1330. Jordà de Catalunya. Mirabilia descripta.[26][27]
- 1399. Ramon de Perellós. Viatge al Purgatori.[28]

### Segle XV
- 1403. Ruy González de Clavijo.[29]

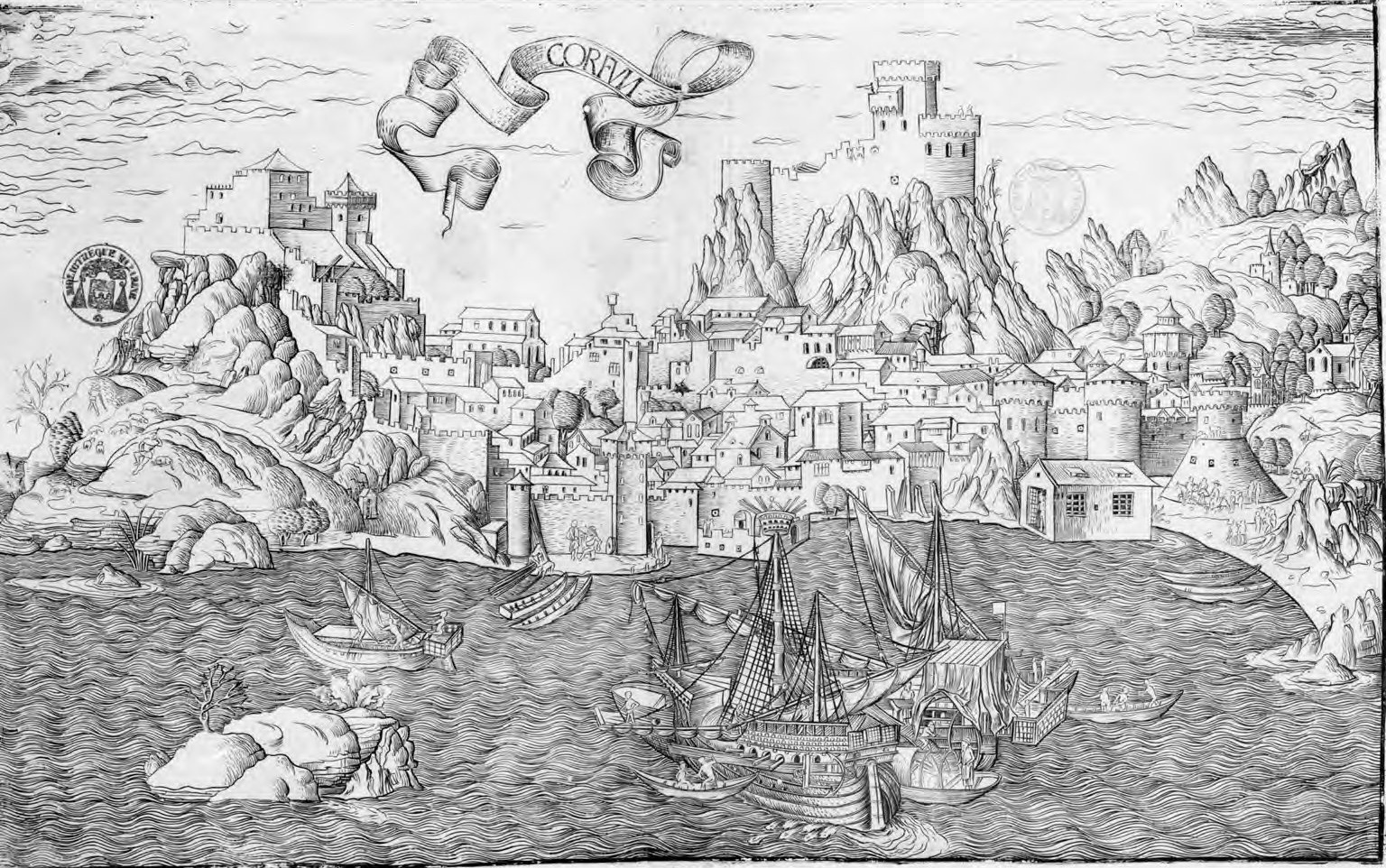
Corfú segons un gravat fet per Erhard Reuwich.

- 1432. Bertrandon de La Brocquière. The Travels of Bertrandon de La Brocq́uière, to Palestine: And His Return from Jersulem Overland to France.[30]
  - Esmenta l'ús del foc grec.
- 1436. Kyriacus Anconitanus.[31]
- 1436. Pedro Tafur
- 1480-1484. Fèlix Fabri.[32]
- 1483. Bernhard von Breydenbach i Erhard Reuwich. Peregrinatio in Terram Sanctam.[33][34][35]
  - La Peregrinatio in Terram Sanctam fou el primer llibre que es va publicar amb gravats. Els gravats mostraven ciutats i monuments, a partir de models anteriors o inspirats en dibuixos fets a partir del natural per Erhard Reuwich.
- 1494. Hyeronimus Münzer. Itinerarium sive peregrinatio per Hispaniam, Franciam et Alemaniam. Viaje por España y Portugal, 1491-1495.[36]
- 1494. Viatge de Pietro Casola a Jerusalem.[37]

### Segle XVI

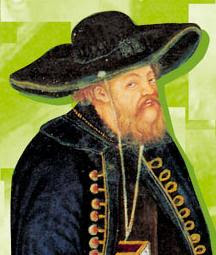
Antoni de Montserrat.

- 1521. Bernal Díaz del Castillo, Historia verdadera de la conquista de la Nueva España.
- 1519-1522. Expedició de Magalhães-Elcano
  - 1521. Antonio Pigafetta.[38]
  - Francisco Albo. (Segons alguns autors Francisco Albó, de Rodes; Rodes en el sentit de Roses).[39][40]
  - Text del Derrotero de Francisco Albo.[41][42]

- 1526. Lleó l'Africà.[43]
- c1540. Francisco Alvares. Historia de las cosas de Ethiopia: en la qual se cuenta muy copiosamente, el estado y potencia del emperador della.[44]
- 1579. Antoni de Montserrat
- 1580. Michel de Montaigne. Journal du voyage de Michel de Montaigne en Italie, par la Suisse & l'Allemagne en 1580 & 1581.[45]
- 1585. Henrique Cock. Relación del viaje hecho por Felipe II en 1585 a Zaragoza, Barcelona y Valencia.[46]
- 1595. Jan Huygen van Linschoten. Itinerario, voyage ofte schipvaert, van Ian Huygen van Linschoten naer de Oost ofte Portugaels Indien, inhoudende een tall beschrijvinghe der selver Landen tant zeecusten ....[47]
- 1598. Giuseppe Rosaccio. Viaggio da Venetia, a Costantinopoli: per mare, e per terra & insieme quello di Terra Santa..[48]

### Segle

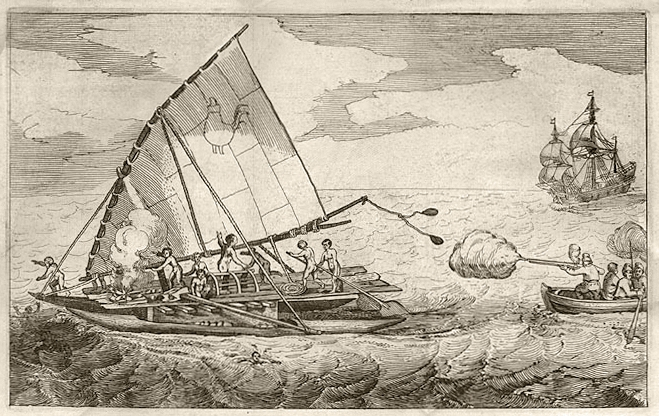
Disparant a un catamarà. Expedició de Willem Cornelisz Schouten van Hoor (1615 – 1617).

### Seglexvii
- 1602. Bento de Góis
- 1602. Sebastián Vizcaíno
  - 1611. Viatge al Japó.
  - 1614.[50]
- 1610. Xu Xiake
- 1615. Willem Schouten.[51][52][53]

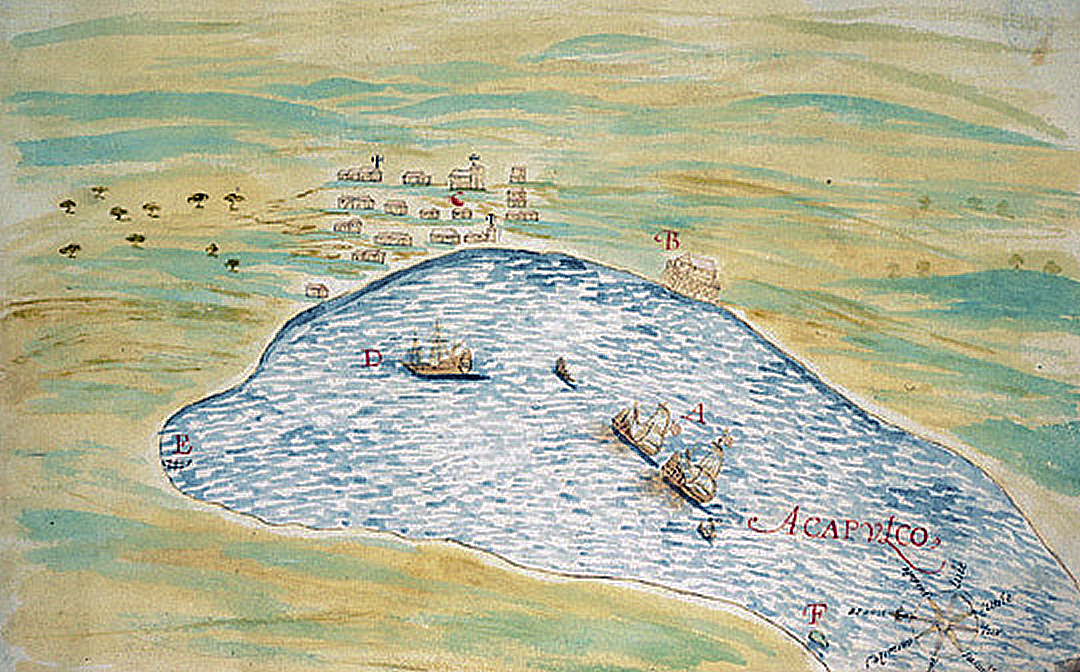
Nicolás de Cardona, en la seva edició de 1632 de Exploración del mundo, publicà aquest punt de vista de la badia i la ciutat d'Acapulco. La llegenda completa diu el següent:
A. Les naus de l'expedició.
B. El castell de Sant Dídac.
C. La ciutat.
D. Un vaixell que ha arribat del Japó (probablement el Sant Joan Baptista).
E. Los Manzanillos.
F. El Griu (Griffo).

- 1617. García de Silva y Figueroa. Totius legationis suae et Indicarum rerum Persidisque commentarii[54][55][56]
- 1618. Ildefons Ramírez de Arellano. Reconocimiento de los Estrechos de Magallanes y de San Vicente y algunas cosas curiosas de la Navegación.[57]
- 1627. Nicolas Benard. Le voyage de Hierusalem et autres lieux de la terre sainte et son retour.[58]
- 1632. Nicolás de Cardona. Descripción Hidrográfica y geográfica de muchas tierras del norte y del sur y de los mares de las Indias, en especial del descubrimiento del Reino de la California hecho con trabajo e industria por el capitán y cabo Nicolás de Cardona.[59]
- 1633. Adam Olearius. The Voyages and Travells of the Ambassadors Sent by Frederick Duke of Holstein.[60]
- 1668. Nicolaas de Graaff fou un cirurgià naval holandès que va realitzar diverses exploracions i escrigué sobre els seus viatges.[61]
- 1673. John Chardin. Travels in Persia, 1673-1677.[62][63]
- 1675. Viatge del Dr. Wouter Schouten.[64]
- 1675. Les avantures de Louis Marot pilotte real des galeres de France.[65]
- 1676. Relations historiques et curieuses de voyages en Allemagne, Angleterre, Hollande, Boheme, Suisse, etc... par Charles Patin.[66]
- 1679. René Robert Cavelier de La Salle i Henri de Tonti.[67]
  - 1682. Exploració del riu Mississipi

### Seglexviii

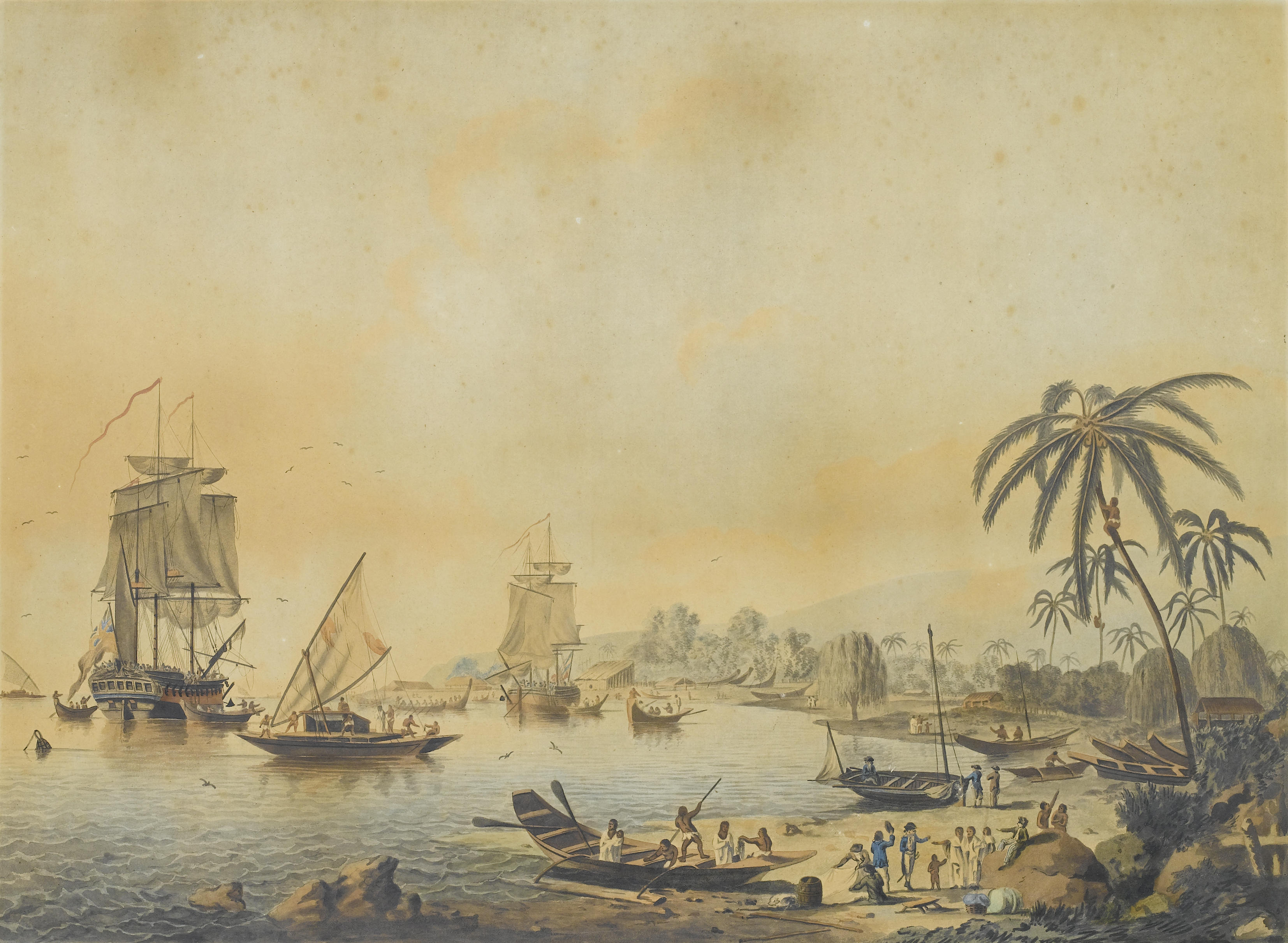
Els vaixells HMS Resolution i Discovery a Tahiti.

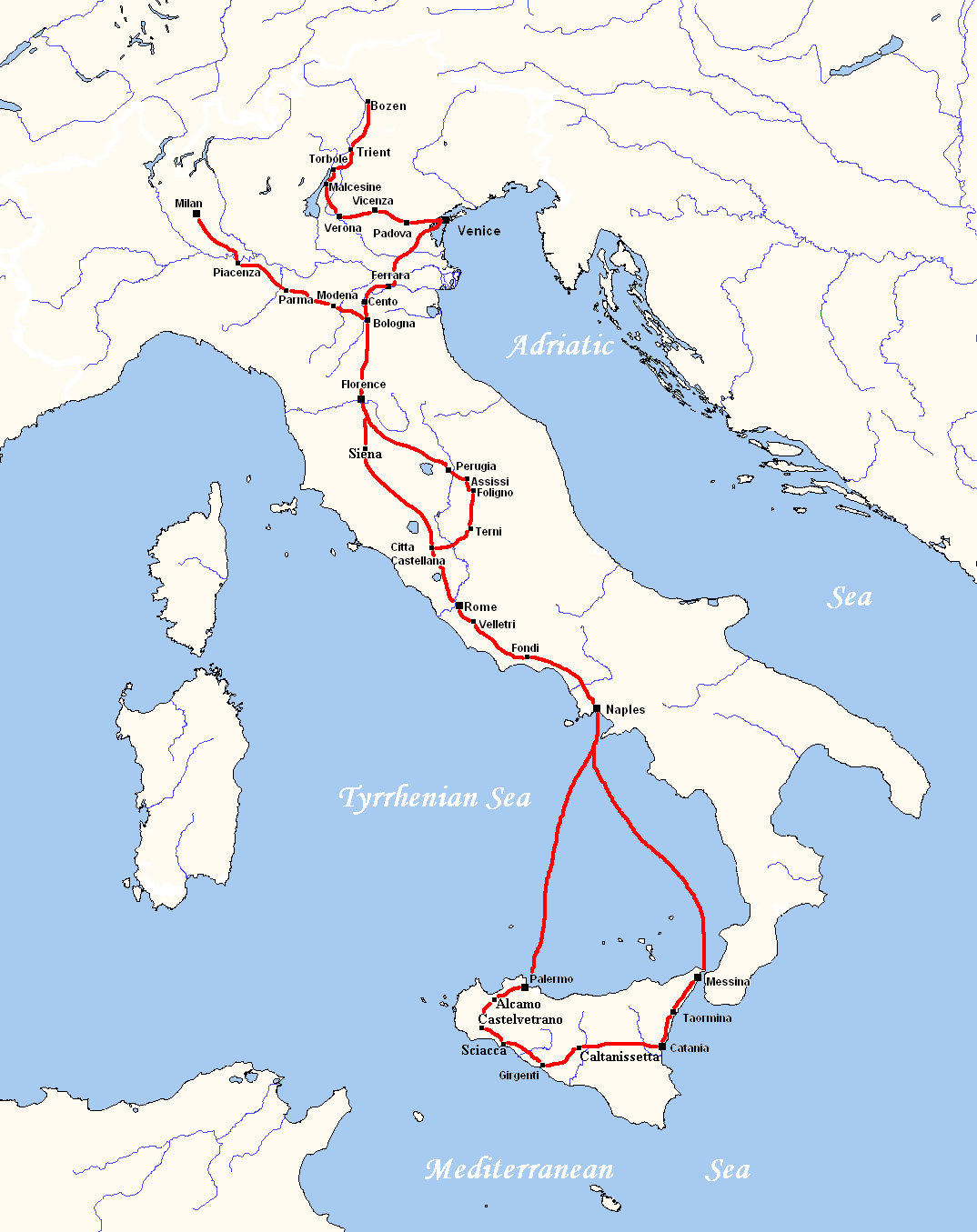
Viatge de Goethe per Itàlia.

- 1713. Les six voyages de Jean-Baptiste Tavernier.[68][69]
- 1718. Joseph Pitton de Tournefort. Relation d'un voyage du Levant.[70]
- 1735. Voyages faits principalement en Asie dans les XII, XIII, XIV, et XV siecles. Pierre Bergeron.[71]
- 1740. George Anson. A Voyage Round the World, in the Years 1740-44.[72]
- 1745. Charles-Marie de La Condamine
  - 1745 : Relation abrégée d'un voyage fait dans l'intérieur de l'Amérique méridionale depuis la côte de la mer du Sud jusqu'aux côtes du Brésil et de la Guyane, en descendant la rivière des Amazones, lue à l'assemblée publique de l'Académie des sciences de Paris, le 28 avril 1745.[73]
  - Journal du voyage fait par ordre du Roi à l'Equateur: servant d'introduction historique à la mesure des 3 premiers degrés du méridién.[74]
- 1748. Jorge Juan i Antonio de Ulloa. Relación histórica del viage a la America Meridional.[75]
- 1764. Guillaume d' Orléans. The Travels: Of Father William Orleans, a Jesuit, who Being Banished from ...[76]
- 1765. Ambrosio de Morales . Viage de Ambrosio de Morales por orden del Rey D. Phelipe II a los reynos de León y Galicia y principado de Asturias.[77]
- 1766. Louis Antoine de Bougainville. Voyage autour du monde: par la frégate du roi La Boudeuse, et la flûte L'Étoile.[78]
- 1768. Johan Splinter Stavorinus. Voyages to the East-Indies (traduït a l'anglès per Samuel Hull Wilcocke).[79]
- 1770. Miquel Constançó.[80]
- 1772. Carsten Niebuhr . Beschreibung von Arabien.[81]
- 1774. Thomas Forrest. A Voyage to New Guinea, and the Moluccas ... During the Years 1774, 1775, and 1776.[82]
- 1775. Juan Bautista de Anza.[83]
- 1779. Any de la mort de James Cook. The Voyages of Captain James Cook.[84]
- 1779. Antonio Ponz. Viage de España: cartas, en que se da noticia de las cosas mas apreciables y dignas de saberse...[85]
- 1780. Voyage Dans Les Mers De L'Inde. Guillaume J. Le Gentil de la Galaisière.[86]
- 1786. James Boswell. Journal of a Tour to the Hebrides.[87]
- 1786-1787. Johann Wolfgang von Goethe. Voyages en Suisse et en Italie.[88]
- 1788. Jean Jacques Barthelemy. Voyage du jeune Anacharsis en Grèce: dans le milieu du quatrieme siècle...[89]
- 1791. Joseph Townsend. A journey through Spain in the years 1786 and 1787.
  - Volum 1.[90]
  - Volum 2.[91]
  - Volum 3.[92]
- 1795. Jean Louis Marie Poiret. Voyage en Barbarie.[93]
- 1797. Essai Pour Diriger Et Étendre Les Recherches Des Voyageurs Qui Se Proposent L'utilité de Leur Patrie. Leopold Graf von Berchtold.[94]
- 1798. Francisco José Maria de Lacerda y Almeida. Viatge a Cazembe.[95]

### Seglexix

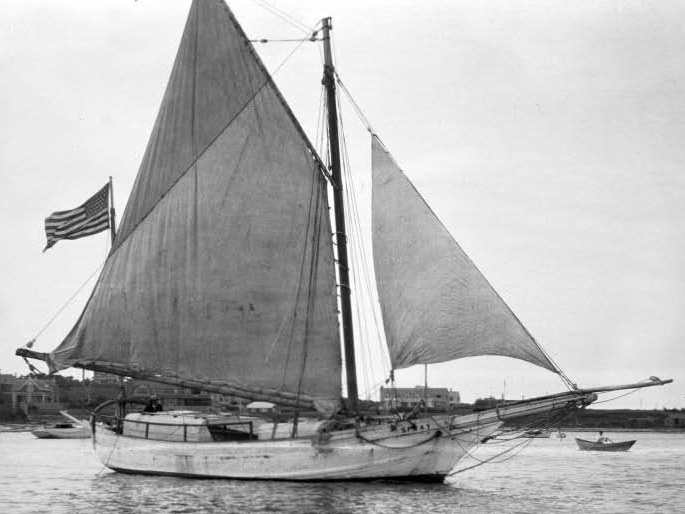
Spray, el veler de Joshua Slocum.

- 1803. Domènec Badia i Leblich. Viatges.[96][97]
- 1803. Jaime Villanueva. Viage Literario á Las Iglesias de España.[98]
- 1812. Nicolás de la Cruz y Bahamonde (conde de Maule.). Viage de España, Francia é Italia.[99]
- 1816. Stendhal.[100]
- 1817. Expedició del vaixell «Uranie» de Louis Claude de Saulses de Freycinet. Jacques Arago hi anava de dibuixant, naturalista i etnògraf.
  - Jacques Arago. Souvenirs d'un aveugle: voyage autour du monde.[101]
- 1817.  Wacław Seweryn Rzewuski. Impressions d'Orient et d'Arabie: un cavalier polonais chez les bédouins, 1817-1819.[102]
- 1820. James Grey Jackson. An Account of Timbuctoo and Housa: Territories in the Interior of Africa[103]
- 1824. William Edward Parry. Journal of a Third Voyage for the Discovery of a Northwest Passage.[104]
  - Preparació del vaixell i roba dels mariners per a les regions polars.
- 1832. Alphonse de Lamartine. Voyage en Orient, 1832-1833.[105]
- 1837. Francisco de Luján. Itinerario de un viage [sic] facultativo verificado en Inglaterra.[106]
- 1839 - Charles Darwin. Journal and Remarks, The Voyage of the Beagle, Journal of researches into the natural history and geology of the countries visited during the voyage of H.M.S. Beagle under the command of Captain Fitz Roy.[107]
- 1840. Théophile Gautier. Voyage en Espagne.[108]
  - Italia (1852)
  - Constantinople (1853).
  - Quand on voyage (1865), recueil d'articles.
  - Loin de Paris: En Afrique ; En Espagne ; En Grèce ; Ce qu’on peut voir en six jours.
  - Impressions de Voyage en Suisse (1865).
  - Voyage en Russie (1867).

- 1840. Richard Henry Dana Jr., Two Years Before the Mast.[109]
- 1843. Narrative of the Travels and Adventures of Monsieur Violet: In California, Sonora, & Western Texas.[110]
- 1845. Richard Ford. Handbook for Travellers in Spain
  - 1846. Gatherings from Spain.

- 1846. Alexandre Dumas.[111]

- 1852. Claret and Olives. From the Garonne to the Rhone. Angus B. Reach.[112]

- 1856. Charles Wilkes. Narrative of the United States Exploring Expedition During the Years 1838, 1839, 1840, 1841, 1842.[113]

- 1860. Seven Years' Residence in the Great Deserts of North America. Emmanuel Domenech.[114]

- 1872. Mark Twain. Roughing It (Passant fatigues).[115]
- 1874. Anna Brassey. A Voyage in the Sunbeam, our Home on the Ocean for Eleven Months.[116]

- 1890. Joshua Slocum.
  - 1890. Voyage of the Liberdade.[117]
  - 1895. Sailing Alone Around the World

- 1896. Foulché-Delbosc. Bibliographie des voyages en Espagne et en Portugal.[118]

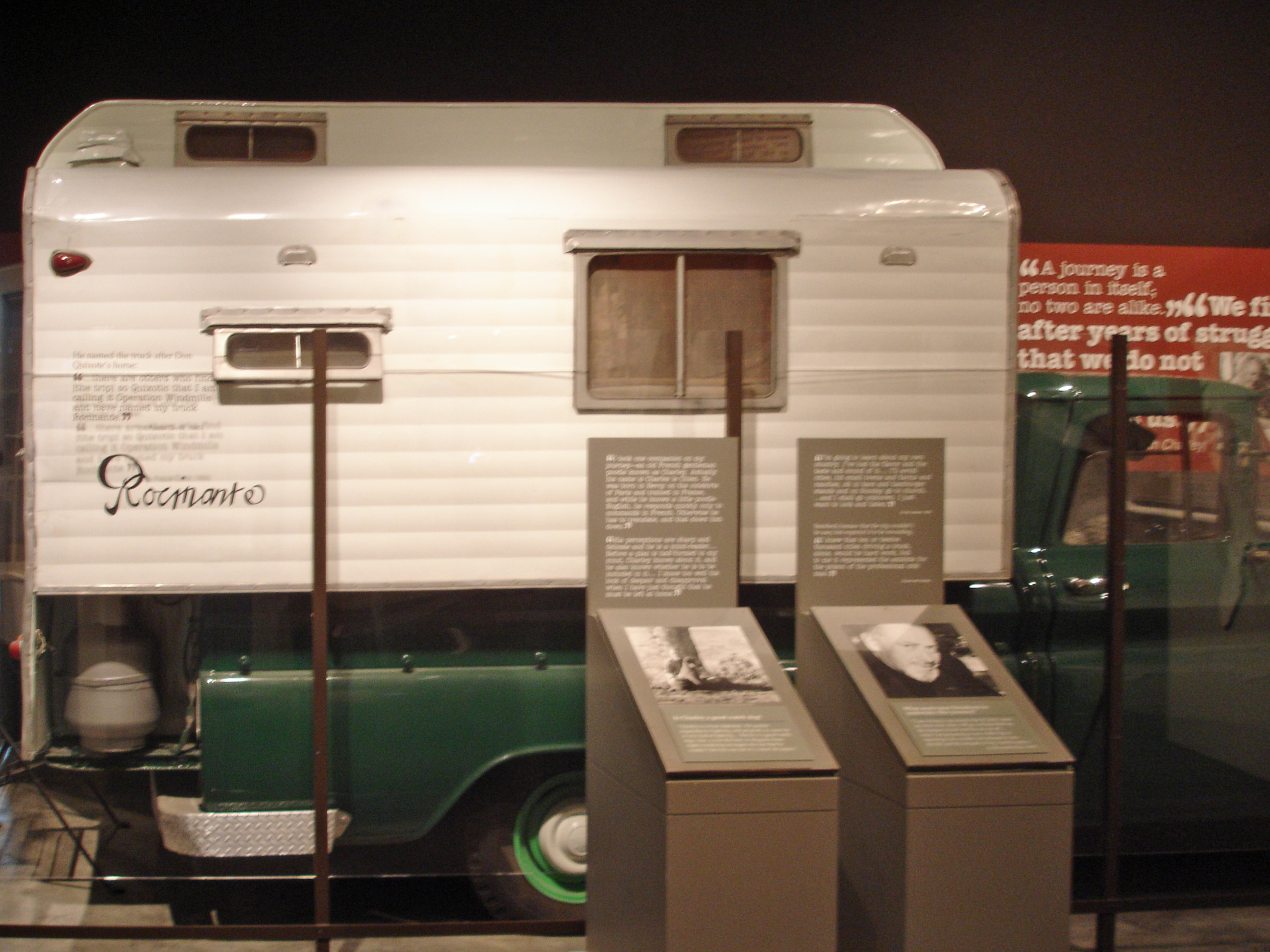
Rocinante, l'autocaravana de John Steinbeck. Va permetre l'obra "Travels with Charley", una narració del viatge.

### Segle XX
- 1923. Julio Camba. Aventuras de una peseta.[119]
- 1924. Georges-Marie Haardt i Louis Audouin-Dubreuil. La croisière noire. (Vegeu Semieruga).[120]
- 1925. Josep Pla.  Viatge a Rússia.[121]
- 1925. Alain Gerbault. Des de la seva vessant de navegant solitari escrigué algunes obres dels seus viatges a bord d'un veler.[122]
- 1933. Aimé Tschiffely, Tschiffely's Ride.[123]
- 1942. Vito Dumas. Navegant solitari argentí.
  - Solo, rumbo a la Cruz del Sur.[124]
  - Los cuarenta bramadores
  - El crucero de lo imprevisto
  - El viaje del Sirio
  - Mis viajes
- 1957. Jack Kerouac. On the Road (A la carretera).
- 1960. John Steinbeck. Travels with Charley: In Search of America.[125]
- 1961. Francis Chichester, navegant solitari en velers.
  - Alone Across the Atlantic (1961)
  - Gipsy Moth Circles the World (1967). England – Sydney – England solo sailing voyage.[126][127]
- 1962. Operació Impala.[128]
- 1967. Michel Peissel. Mustang: A Lost Tibetan Kingdom.[129]
- 1971. Bernard Moitessier. La longue route.[130]
- 1999. Jesús Mestre i Godes. Viatge al país dels Càtars: itinerari històric i turístic pel Llenguadoc càtar.[131]